# Euproctis flavosulphurea
Euproctis flavosulphurea är en fjärilsart som beskrevs av Grum-grshimailo 1886. Euproctis flavosulphurea ingår i släktet Euproctis och familjen tofsspinnare. Inga underarter finns listade i Catalogue of Life.